# Силвија Акеведо
Силвија Акеведо (енгл. Sylvia Acevedo; 1957) је америчка инжењерка, предузетница, пословна лидерка, научница и ауторка књиге Path to the Stars: My Journey from Girl Scout to Rocket Scientist.

## Биографија
Рођена је 1957. године у близини ваздухопловне базе Елсворт у Јужној Дакоти где је њен отац служио као официр у војсци. Њена породица се преселила у Лас Крусис где се Акеведо придружила извиђачима са седам година. Била је активна у локалној групи Брауни где је била подстицана да се бави научним интересима школе. Прикупила је новинске чланке о свемирском програму и направила моделе ракета Естес од папирних и пластичних комплета. Године 1979. је дипломирала индустријско инжењерство на Универзитету у Новом Мексику. Национални ГЕМ конзорцијум јој је доделио стипендију за постдипломске студије на Универзитету Станфорд. Била је једна од првих латиноамеричких студената на том универзитету који су стекли звање мастер системског инжењерства. У својим мемоарима „Пут до звезда” је открила да је аматерска астрономија на њеном првом извиђачком путовању подстакло њено интересовање за науку. Придружила се IBM-у 1980. године као инжењер док је студирала на Универзитету Станфорд. Била је у тимовима Solar Polar Solar Probe (SPSP) и Војаџер 2 у НАСА Лабораторији за млазни погон. Придружила се Apple 1988. надзивајући азијско–пацифичку регију. Радила је у компанијама Autodesk, Dell, REBA Technologies и Tandem Ungermann-Bass. Основала је TX-based CommuniCard у Остину. Добила је Business Award од The Aguila 2005. Године 2009. се придружила националном управном одбору извиђача Сједињене Америчке Државе. Председник Барак Обама ју је изабрао за Комисију за образовну изврсност за Хиспаноамериканце 2011. Била је члан националног одбора извиђача Сједињених Америчких Држава од 2009. до 2016. године. Бивши је члан одбора Hispanic Scholarship Consortium, Con Mi Madre и Trinity School. Била је у оснивачком извршном одбору школе за младе лидерке Ann Richards. Именована је за привремену генералну директорку извиђача Сједињених Америчких Држава јула 2016, а за сталну извршну директорку маја 2017. За време њеног мандата, извиђачице су увеле преко сто значки на отвореном и СТЕМ значке у областима као што су роботика, кодирање, инжењеринг и рачунарска безбедност. У интервјуу за Crain’s New York је рекла „Извиђачице су одувек биле важан део мог живота, помажући ми као младој девојци да развијем вештине да постанем вођа. Мој фокус у GSUSA-у је био да подигнем профил извиђачког покрета, а мисија да повећам чланство”. Године 2018. је уврштена на Форбсову листу педесет најбољих жена у техници у Америци. Године 2018. ју је Fast Company прогласила једном од својих сто најкреативнијих људи у послу. Награђена је наградом Hispanic Heritage за лидерство 2019. Исте године ју је InStyle споменуо у филму The Badass 50: Meet the Women Who are Changing the World. Оставку на место генералне директорке извиђача је дала 10. августа 2020. Придружила се управном одбору Qualcomm новембра 2020. За члана Одбора директора Credo је изабрана јануара 2022, а управном одбору Quark се придружила 2023. године.

## Дела
- 2018: Clarion Books, Path To the Stars, My journey from Girl Scouts to Rocket Scientist, an aspirational middle school memoir. Sylvia Acevedo[26][27]
- 2016: Harcourt Mifflin Houghton, Critical Growth Needs for English Learner Preschoolers, Sylvia Acevedo[28]
- 2016: UCLA White paper: Realizing the Economic Advantages of a Multilingual Workforce, Dr. Patricia Gandara, Sylvia Acevedo [29]